# МСК+3
| KALT | МСК−1 (калининградское время)  | MSK–1 (UTC+2)  | 12:21 |
| MSK  | МСК (московское время)         | MSK+0 (UTC+3)  | 13:21 |
| SAMT | МСК+1 (самарское время)        | MSK+1 (UTC+4)  | 14:21 |
| YEKT | МСК+2 (екатеринбургское время) | MSK+2 (UTC+5)  | 15:21 |
| OMST | МСК+3 (омское время)           | MSK+3 (UTC+6)  | 16:21 |
| KRAT | МСК+4 (красноярское время)     | MSK+4 (UTC+7)  | 17:21 |
| IRKT | МСК+5 (иркутское время)        | MSK+5 (UTC+8)  | 18:21 |
| YAKT | МСК+6 (якутское время)         | MSK+6 (UTC+9)  | 19:21 |
| VLAT | МСК+7 (владивостокское время)  | MSK+7 (UTC+10) | 20:21 |
| MAGT | МСК+8 (магаданское время)      | MSK+8 (UTC+11) | 21:21 |
| PETT | МСК+9 (камчатское время)       | MSK+9 (UTC+12) | 22:21 |

МСК+3, московское время плюс 3 часа — время 5-й часовой зоны России, соответствует UTC+6. С 2000-х годов используется также неофициальное название «омское время».
Это время применяет один регион России — Омская область.

## История
На территории России время, опережающее на 3 часа московское время (МСК+3), стало применяться с 1919—1924 годов, когда в стране вводилась международная система часовых поясов.
К 1970-м годам время МСК+3 перестали применять два северных региона — Ханты-Мансийский национальный округ и Ямало-Ненецкий национальный округ, которые перешли на время МСК+2.

### Время МСК+3 относительно UTC
Начиная с указанной даты:
- 02.05.1924 — UTC+5;
- 21.06.1930 — UTC+6;
- 01.04.1981 — UTC+7 (летнее), UTC+6 («зимнее»);
- 31.03.1991 — UTC+6 (летнее), UTC+5 («зимнее»);
- 19.01.1992 — UTC+6;
- 29.03.1992 — UTC+7 (летнее), UTC+6 («зимнее»);
- 27.03.2011 — UTC+7 (летнее);
- 31.08.2011 — UTC+7;
- 26.10.2014 по настоящее время — UTC+6.

### Время МСК+3 в регионах
По состоянию на данный год или начиная с указанной точной даты — для краткости указан административный центр региона (по административно-территориальному делению на 2015 год):
- 1947 — Омск, Салехард, Ханты-Мансийск, а также ряд районов Тюменской области вокруг Тобольска и западные районы Алтайского края, Новосибирской и Томской областей[4].
- 1962 — Омск, Салехард, Ханты-Мансийск, а также ряд районов Тюменской области вокруг Тобольска[5].
- 1969 — Омск[3].
- 01.10.1981 — Омск, Салехард, Тюмень, Ханты-Мансийск[* 3].
- 01.04.1982 — Омск.
- 23.05.1993 — Новосибирск, Омск.
- 28.05.1995 — Барнаул, Горно-Алтайск, Новосибирск, Омск.
- 01.05.2002 — Барнаул, Горно-Алтайск, Новосибирск, Омск, Томск[7].
- 28.03.2010 — Барнаул, Горно-Алтайск, Кемерово[8], Новосибирск, Омск, Томск.
- 26.10.2014 — Барнаул, Горно-Алтайск, Новосибирск, Омск, Томск.
- 27.03.2016 — Новосибирск, Омск, Томск.
- 29.05.2016 — Новосибирск, Омск.
- 24.07.2016 по настоящее время — Омск.

## Часовая зона МСК+3
- Омская область